# Emsfors
Emsfors – miejscowość (tätort) w Szwecji, w regionie administracyjnym (län) Kalmar, w gminie Oskarshamn.
Według danych Szwedzkiego Urzędu Statystycznego liczba ludności wyniosła: 317 (31 grudnia 2015), 320 (31 grudnia 2018) i 323 (31 grudnia 2019).